# Великий Утлюк
Велики́й Утлю́к (Великий Утлюг) — річка в Україні, в межах Мелітопольського району Запорізької області. Впадає до Утлюцького лиману (басейн Азовського моря).

## Розташування
Великий Утлюк бере початок біля села Широкого. Тече на південь та південний схід. Впадає до Утлюцького лиману на південний схід від села Давидівки. Річка завдовжки 83 км, площа водозбірного басейну 850 км2. Похил річки 0,6 м/км. Долина трапецієподібна, завширшки 3 км, завглибшки до 20 м. Річище завширшки до 10 м, влітку пересихає (особливо у верхів'ях). Споруджено кілька ставків. Використовується на сільськогосподарські потреби.